# Richard Magyar
Richard Magyar (Malmö, 1991. május 3. –) magyar-svéd származású labdarúgó, aki jelenleg a svéd Hammarby IF játékosa. Nagyapai ágon magyar, magyarul nem beszél.

## Pályafutása

### Klubcsapatokban

#### Fiatal évei
Fiatal pályafutását Åkarps IF-ben kezdte 8 évesen, majd a GoIF Nike-hoz került, 2006-ban Lunds BK került, de csak egy évet töltött el ott, miután családjával elköltözöttek Halmstad-ba, ahol a BK Astrio csapatába került. 2008-ban a helyi rivális Halmstads BK-ba ment és egy évet töltött az ifjúsági csapatban, amellyel megnyerték az első Allsvenska U21-es bajnokságot.

#### Halmstads BK
A 2010-es szezonban került fel a felnőtt csapatba. A szezon során legtöbbször csak a kispadon ült. 2010. május 5-én debütált a Kalmar FF ellen, miután Tomas Zvirgzdauskas sérülést szenvedett. Négy nappal később a BK Häcken ellen is kezdőként szerepelt, a 35. percben sárga lapot kapott. A szezon során még egy bajnokin szerepelt és egy kupa mérkőzésen. A 2011-es szezonban már az 1. fordulóban kezdőként lépett pályára a Kalmar FF ellen. A szezonban stabil kezdő játékossá vált Josep Clotet Ruiz edzősége alatt. 25 bajnoki mérkőzésen szerepelt és 1 kupa mérkőzésen. A következő bajnoki szezont már a másodosztályba kezdték meg, mivel a 16. helyen végeztek a 16 csapatos svéd bajnokságban. A szezon végén az olasz első osztályú Chievo Verona és a spanyol másodosztályú Racing Santander érdeklődött iránta.
A másodosztályban már az 1. fordulóban kezdőként lépett pályára Jens Gustafsson edző irányítása alatt a Hammarby IF ellen 1-0-ra elbukott idegenbeli mérkőzésen. 2012. május 20-án megszerezte első profi gólját az Umea FC ellen 4-0-ra megnyert találkózon, idegenben. Nem sokat kellett várni az újabb góljához. Egy hónappal később a Landskrona ellen volt eredményes. Július végén a Hammarby IF ellen 2-0-ra megnyert mérkőzésen az első gólt szerezte. Szezon során egyre magabiztosabb játékkal tűnik ki a mezőnyből. 2012. szeptember 17-én a Ljungskile SK ellen 1-0-ra megnyert hazai mérkőzésen ő nevéhez fűződik a mérkőzés egyetlen gólja.
Az olasz másodosztályú Spezia Calcio érdeklődést mutatott felé, miszerint a téli átigazolási szezonban szeretnék szerződtetni. 2012. november 10-én a Sundsvall ellen megszerezte csapatának a vezető gólt, ami jó maga 5. gólja volt a szezon során. A mérkőzést hazai pályán 3-0-ra nyerték meg.

#### FC Aarau
2015 januárjában elhagyta Svédországot és a svájci FC Aarau csapatába igazolt két és fél éves szerződést aláírva. Magyar iránt két magyar klub, a Ferencváros és a Győri ETO is érdeklődött a svéd Helsingborg mellett. Február 22-én debütált kezdőként az FC Luzern csapata elleni 4-0-ra elvesztett idegenbeli bajnoki mérkőzésen. A szezon során még 3 alkalommal kezdőként végig játszotta a mérkőzést és 2 alkalommal csereként kapott lehetőséget. Május 27-én felbontotta a klubbal a szerződését a kevés játéklehetőség miatt.

#### Hammarby IF
A klub bejelentette a 2015. július 7-i sajtótájékoztatóján, hogy Magyar az egyike a két új szerzeményüknek. (A másik Imad Khalili.) Július 27-én bemutatkozott a bajnokságban új klubjában az IFK Norrköping ellen, 1–0-ra kikaptak. Első gólját egy évvel később szerezte meg a Falkenbergs FF ellen. 41 mérkőzésen egy gólt szerzett a bajnokságban, valamint 9 kupa találkozón szerepelt klubjában mielőtt Németországba igazolt.

#### Greuther Fürth
2017. június 5-én bejelentették, hogy  a Greuther Fürth német másodosztályú csapathoz igazol.

#### Ismét a Hammarby csapatánál
2019. július 11-én visszatért a Hammarby IF csapatához, 3 évre írt alá.
2022 novemberében bejelentette, hogy befejezi játékos karrierjét.

## Válogatott
Szerepelt a Svéd U19-es ifjúsági válogatottban. 2010-ben debütált a Svéd U21-es válogatottban. 2011 májusában sérülés miatt ki kellett hagynia egy mérkőzést, helyére Marcus Törnstrand került.

## Statisztikája
| Szezon           | Klub              | Bajnokság           | Bajnokság | Bajnokság | Kupa    | Kupa  | Nemzetközi | Nemzetközi | Összesen | Összesen |
| Szezon           | Klub              | Bajnokság           | Meccsek   | Gólok     | Meccsek | Gólok | Meccsek    | Gólok      | Meccsek  | Gólok    |
| ---------------- | ----------------- | ------------------- | --------- | --------- | ------- | ----- | ---------- | ---------- | -------- | -------- |
| 2010             | Halmstads BK      | Allsvenskan         | 3         | 0         | 1       | 0     | —          | —          | 4        | 0        |
| 2011             | Halmstads BK      | Allsvenskan         | 22        | 0         | 1       | 0     | —          | —          | 23       | 0        |
| 2012             | Halmstads BK      | Superettan          | 27        | 4         | 1       | 0     | —          | —          | 28       | 4        |
| 2013             | Halmstads BK      | Allsvenskan         | 31        | 1         | 3       | 0     | —          | —          | 34       | 1        |
| 2014             | Halmstads BK      | Allsvenskan         | 25        | 1         | 1       | 0     | —          | —          | 26       | 1        |
| 2014–15          | FC Aarau          | Raiffeisen SL       | 6         | 0         | 0       | 0     | —          | —          | 6        | 0        |
| 2015             | Hammarby IF       | Allsvenskan         | 11        | 0         | 6       | 0     | —          | —          | 17       | 0        |
| 2016             | Hammarby IF       | Allsvenskan         | 20        | 1         | 3       | 0     | —          | —          | 23       | 1        |
| 2017             | Hammarby IF       | Allsvenskan         | 10        | 0         | 0       | 0     | —          | —          | 10       | 0        |
| 2017–18          | Greuther Fürth II | Regionalliga Bayern | 2         | 1         | —       | —     | —          | —          | 2        | 1        |
| 2017–18          | Greuther Fürth    | 2. Bundesliga       | 19        | 2         | 1       | 0     | —          | —          | 20       | 2        |
| 2018–19          | Greuther Fürth    | 2. Bundesliga       | 27        | 1         | 1       | 0     | —          | —          | 28       | 1        |
| 2019             | Hammarby IF       | Allsvenskan         | 14        | 2         | 0       | 0     | —          | —          | 14       | 2        |
| 2020             | Hammarby IF       | Allsvenskan         | 14        | 1         | 4       | 0     | —          | —          | 18       | 1        |
| 2021             | Hammarby IF       | Allsvenskan         | 5         | 0         | 3       | 0     | 1          | 0          | 9        | 0        |
| Karrier összesen | Karrier összesen  | Karrier összesen    | 236       | 14        | 24      | 0     | 1          | 0          | 261      | 14       |

## Család
Nagyapja magyar, aki a második világháború idején emigrált Budapestről Svédországba, ahol később letelepedett. Édesapja félig magyar. Magyar svédül és angolul beszél, a magyar nyelvet nem tanulta meg.